# Amr Gamal
Amr Gamal (arabisch عمرو جمال, DMG ʿAmr Ǧamāl, * 14. Juli 1983 in Polen) ist ein jemenitischer Drehbuchautor, Filmproduzent und Theater- und Filmregisseur. Sein Spielfilmdebüt 10 Days Before the Wedding war der Oscar-Beitrag des Jemen 2019.

## Leben
Amr Gamal wurde 1983 in Polen geboren, hat aber jemenitische Wurzeln. Im Alter von sechs Jahren zog er mit seiner Familie nach Aden, der viertgrößten Stadt im Jemen. Im Jahr 2005 gründete er dort die Theatergruppe Khaleej Aden, für die er seither alle Produktionen schreibt und inszeniert. Sein Stück Ma'k Nazel war das erste jemenitische Stück, das in Europa aufgeführt wurde.
Sein Spielfilmdebüt, das Filmmusical 10 Days Before the Wedding, kam im August 2018 in die jemenitischen Kinos und war der Oscar-Beitrag des Jemen 2019. Sein auf wahren Begebenheiten basierendes Filmdrama Al Murhaqoon feierte im Februar 2023 bei den Filmfestspielen in Berlin seine Premiere.

## Filmografie
- 2012: The Fun Avenue (Fernsehserie, Regie und Drehbuch)
- 2012: The Locked Doors (Kurzfilm, Regie)
- 2013: Women Unchained (Kurzfilm, Regie)
- 2014: Last Chance (Fernsehserie, Regie und Drehbuch)
- 2016: Locked Doors (Fernsehserie, Regie und Drehbuch)
- 2018: 10 Days Before the Wedding (Regie und Drehbuch)
- 2021: Aden: The Art (Fernsehserie, Regie bei 6 Folgen)
- 2023: Al Murhaqoon (Regie und Drehbuch)

## Auszeichnungen
Internationale Filmfestspiele Berlin
- 2023: Auszeichnung mit dem Amnesty International Film Prize (Al Murhaqoon)
- 2023: Nominierung für den Panorama Publikumspreis (Al Murhaqoon)[4]